# クズと天使の二周目生活
『クズと天使の二周目生活』（クズとてんしのセカンドライフ）は天津向による日本のライトノベル。イラストはうかみが担当。ガガガ文庫（小学館）より2017年10月から2019年8月まで刊行された。「次のヒット作はこれだ！ 新作ラノベ総選挙2018」（ブックウォーカー）では7位を獲得している。

## あらすじ
30歳になる、売れない構成作家の雪枝桃也（ゆきえだ とうや）はある日、工事現場から落下してきた鉄骨の下敷きになって死亡してしまう。死後の世界で天使エリィエルと出会い、自分の死がエリィエルのミスによることを知った桃也は、無理を言って10年前の過去に戻してもらうことになる。一週目で付けていた「たらればノート」とともに過去に戻った桃也は失敗した過去の改変を目指す。

## 登場人物
声はオーディオブック版より。
雪枝 桃也（ゆきえだ とうや）
声 - 比留間俊哉
本作品の主人公。ラジオの構成作家だが全く売れておらず、以前「わかばラジオ」で関わった萌香にも忘れられてしまう。エリィエルのミスで死亡した桃也は「たらればノート」とともに過去に戻り、「わかばラジオ」をやり直そうとする。
エリィエル＝サングロフォン
声 - 原紗友里
天界の天使。ミスで桃也を死亡させてしまう。実体化できる時間には制限があるため、桃也と接するときやゲームをするときにはおっさんに憑依する。2巻では亜照奈にも憑依している。
木佐貫 凛（きさぬき りん）
声 - 向井莉生
「わかばラジオ」の構成作家の1人。お酒に弱く、酔うと心で思っていることを話してしまう。
田所 真琴（たどころ まこと）
声 - 小林大紀
「わかばラジオ」の構成作家の1人。女性と間違われる容姿をしている。お金持ち。
神楽屋 萌香（かぐらや もえか）
声 - 柴田芽衣
新人声優。「わかばラジオ」のパーソナリティ。一週目では人気声優になっており、桃也のことも忘れてしまっている。
猫浦 田丸（ねこうら たまる）
声 - 田尻浩章
通称猫浦P（ねこうらぴー）。「わかばラジオ」のプロデューサー。
雪枝 亜照奈（ゆきえだ あてな）
桃也の妹。エリィエルがゲームをするためにおっさんに憑依して家に上がり込むため、桃也に多くのおっさんの知り合いがいると認識しており、困惑している。
リノエル＝サングロフォン
声 - 森嶋優花
エリィエルの妹。姉を天界に帰すために桃也の人生を失敗させようとする。少女漫画が好き。
音ノ葉 紅羽（おとのは くれは）
声 - 芹澤優
人気声優。「もみじサウンド」のパーソナリティ。真琴の憧れの的であり、一週目では真琴を「わかばラジオ」から引き抜いてしまう。猫浦田丸のことが好きであり、一週目の世界でも付き合っていた。
大河内 亮（おおこうち たすく）
声 - 橋本晃太朗
構成作家。桃也の同期。妹が難病にかかっていて、治す為にお金を稼いでいる。
滝上 由香（たきうえ　ゆか）
「あおばラジオ」のAD。一週目の世界では桃也と付き合っていたが、自ら別れを告げた。おっちょこちょいな性格でよく凛に怒られている。
鳴雲 俊史（なるくも しゅんじ）
声 - 西山宏太朗

## 制作背景
本作の作者である天津向は「芸人・天津向のにちじょうあにめかたり」で2回も『ガヴリールドロップアウト』を取り上げるなど絶賛しており、ニジ★スタにて同作の作者であるうかみと対談するに至った。そこで天津向はうかみに対して「僕はライトノベルを書いているので……挿絵をお願いできたら最高ですね。」と述べ、実際に依頼したところうかみは快諾し、本作でコラボをすることとなった。

## 既刊一覧
- 天津向（著） / うかみ（イラスト） 『クズと天使の二周目生活』 小学館〈ガガガ文庫〉、全5巻
  1. 2017年10月18日発売[7]、ISBN 978-4-09-451702-6
  2. 2018年3月20日発売[8]、ISBN 978-4-09-451722-4
  3. 2018年8月17日発売[9]、ISBN 978-4-09-451746-0
  4. 2019年1月18日発売[10]、ISBN 978-4-09-451770-5
  5. 2019年8月21日発売[11]、ISBN 978-4-09-451803-0

### オーディオブック版
- 『クズと天使の二周目生活』（2019年6月20日発売）
- 『クズと天使の二周目生活 2』（2021年6月21日発売）